# Eine Frau mit Herz
Eine Frau mit Herz ist ein 1950 entstandener, deutscher Spielfilm von Rudolf Jugert. Neben der Produzentin Olga Tschechowa, die die Titelrolle spielte, übernahmen Rudolf Prack, Gustav Knuth und Siegfried Breuer die männlichen Hauptrollen. 

## Handlung
Manfred Schilling arbeitet als Personalchef im Kaufhaus des Herrn Straßmeier, der aufgrund seiner gutmütigen Teddybärhaftigkeit von allen nur „Papi“ Straßmeier genannt wird. Schilling ist das genaue Gegenteil seines Chefs: Schmierig und aalglatt, weltgewandt, dafür hinterhältig. Mit seinen Intrigen sorgt der Mann in der Firma für reichlich Unruhe. Leidtragender ist unter anderem der Werbechef des Unternehmens, Andreas Osterwald, der zwar von den Kollegen und den Kaufhauskunden gemocht wird, aber dank der Einfädelungen Schillings entlassen werden soll. 
Doch „Papi“ Straßmeier wird unterschätzt. Der bauchige Chef erkennt rechtzeitig, wer für das schlechte Betriebsklima sorgt, und kann es sogar erreichen, dass Osterwald zu seiner geschiedenen Ex-Gattin, eben jener titelgebenden „Frau mit Herz“ Vera von Wesener, zurückkehrt und sich mit ihr versöhnt. Derweil lässt sich ausgerechnet Straßmeiers eigene Gattin Hilde vom öligen Charme Schillings einlullen, der diese jedoch lediglich als Mittel zum Zweck missbraucht. Mit seiner Anständigkeit bewahrt Straßmeier seine Gattin vor einer großen Dummheit.

## Produktionsnotizen
Eine Frau mit Herz entstand in den Filmstudios von Geiselgasteig sowie mit Außendrehs in München-Grünwald. Die Uraufführung erfolgte am 15. März 1951 in Stuttgart, die Berliner Premiere war am 14. Mai 1952. 
Georg Richter übernahm die Produktionsleitung. Hans Sohnle und Fritz Lück gestalteten die Filmbauten. 

## Kritik
Im Lexikon des Internationalen Films heißt es: „Lustspiel aus der Nachkriegszeit, nicht ganz ohne Stil, Leichtigkeit und vergnügliche Regieeinfälle.“